# The Ranch Owner's Daughter
The Ranch Owner's Daughter è un cortometraggio muto del 1909 diretto da Lewin Fitzhamon.

## Trama
Un pretendente respinto paga un indiano per rapire la figlia del proprietario di un ranch. La ragazza verrà salvata da un altro suo innamorato.

## Produzione
Il film fu prodotto dalla Hepworth.

## Distribuzione
Distribuito dalla Hepworth, il film - un cortometraggio di 206 metri - uscì nelle sale cinematografiche britanniche nel luglio 1909.
Si conoscono pochi dati del film che, prodotto dalla Hepworth, fu distrutto nel 1924 dallo stesso produttore, Cecil M. Hepworth. Fallito, in gravissime difficoltà finanziarie, il produttore pensò in questo modo di poter almeno recuperare il nitrato d'argento della pellicola.